# Claus Stalburg
Claus Stalburg, genannt der Reiche (* 1469 in Frankfurt am Main; † 15. November 1524 ebenda), war ein Frankfurter Patrizier und Ratsherr. Er galt als der reichste Frankfurter Bürger seiner Zeit und war mehrmals Jüngerer und Älterer Bürgermeister seiner Heimatstadt.

## Leben

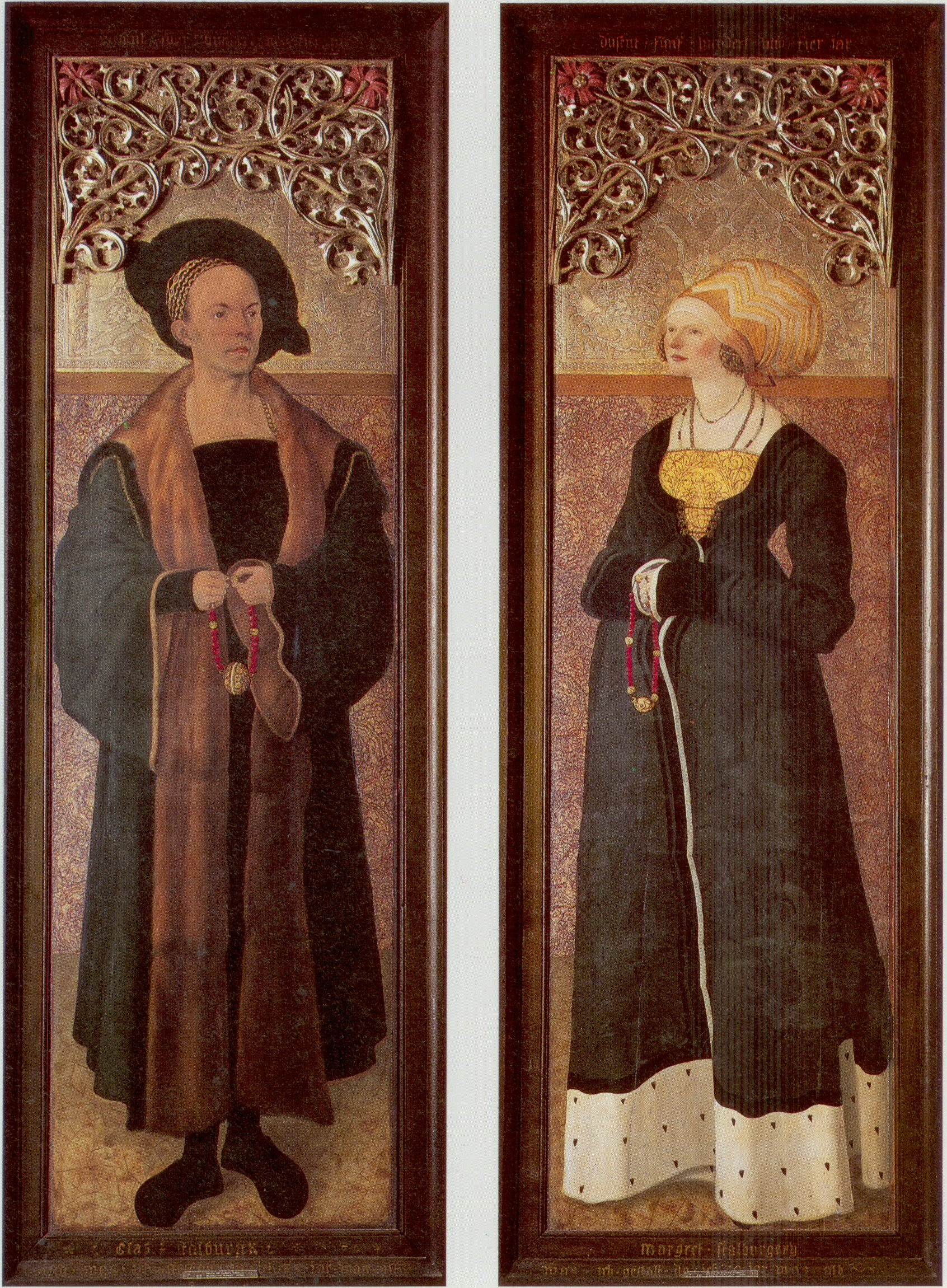
Claus Stalburg der Reiche und seine Frau Margarethe vom Rhein

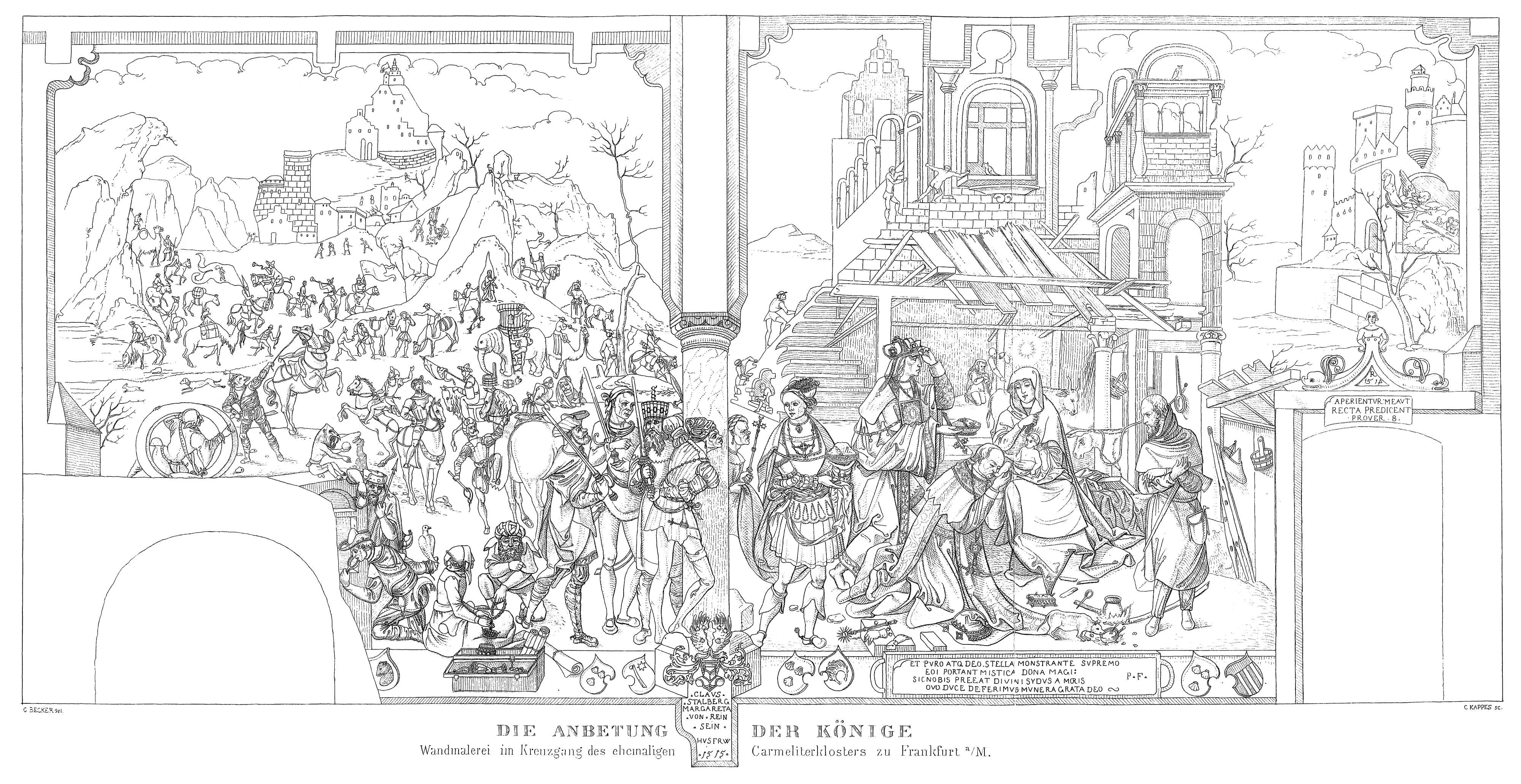
Abzeichnung des von Claus Stalburg gestifteten Freskos

Claus Stalburg wurde 1469 als Sohn des Kaufmannes Claus Stalburg (1428–1474) und seiner Frau Margarethe Stalburg, geborene von Ergersheim († 1479), geboren. Dem Erbe seines Vaters konnte er noch die Geschäftsanteile seines Onkels Crafft Stalburg, seines Stiefvaters sowie die Mitgift seiner Frau hinzufügen, so dass er bei seinem eigenen Tod das für die damalige Zeit sehr große Vermögen von 45.000 Gulden hinterließ.

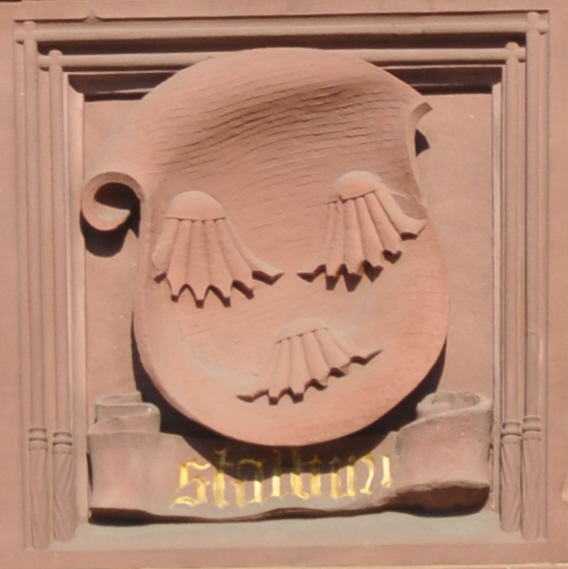
Wappen derer Stalburg am Römer (Frankfurt am Main)

1497 trat er in den Rat der Stadt ein. 1505 und 1514 wurde er jüngerer Bürgermeister, 1521 älterer Bürgermeister. Seit 1516 war er zudem Schöffe.
Im Jahr 1499 heiratete er Margarethe vom Rhein (1484–1550), mit der er 14 Kinder hatte. Stalburg besaß zahlreiche Häuser und Ländereien in Frankfurt und Umgebung, darunter den von ihm errichteten neuen Familiensitz, die Große Stalburg am Kornmarkt in der Altstadt. Hierfür hatte er 1496 vier ältere Häuser gekauft und abreißen lassen. Es war das prächtigste steinerne Patrizierhaus der Gotik in Frankfurt, noch vor dem bis heute erhaltenen Steinernen Haus oder dem Leinwandhaus. Seine Nachfahren verkauften es 1789 an die reformierte Gemeinde. Es wurde abgerissen und an seiner Stelle die deutsch-reformierte Kirche erbaut.
Er besaß darüber hinaus weitere Häuser, darunter das noch heute bestehende Haus Wertheym am Fahrtor und die Stalburger Oede – ein Landhaus an der Eckenheimer Landstraße.
Stalburg war ein Anhänger des Humanismus und der Reformation. Er stand in vertrauensvollem Kontakt zu Philipp Melanchthon und ließ seine Söhne Claus (1501–1574) und Crafft (1502–1572) von dem Humanisten Wilhelm Nesen, dem ersten Rektor der 1520 gegründeten städtischen Lateinschule, erziehen. Der Übergang zur Reformationszeit lässt sich an Stalburgs Testamenten nachverfolgen: In seinem ersten Testament von 1501 setzte er noch zahlreiche Legate für die Frankfurter Kirchen und Klöster aus. 1518 erneuerte er sein Testament, in dem er nur noch dem Karmeliterkloster eine Summe von 10 Gulden vermachte. Zum Karmeliterkloster hatte er zeitlebens eine besondere Beziehung. 1514 beauftragte er Jörg Ratgeb, ein großes Wandgemälde im Kreuzgang des Klosters auszuführen. Das Bild sollte als Epitaph für die Familiengrabstätte der Stalburgs dienen. Es stellte die Anbetung der Könige dar, wobei Stalburg sich als einer der drei Könige porträtieren ließ. Dieses Gemälde wurde um 1880 für einen Tordurchbruch zerstört, als das Karmeliterkloster zeitweilig als Feuerwache diente.
Stalburg starb am 15. November 1524 in Frankfurt am Main. Er wurde im Karmeliterkloster beigesetzt. Nach ihm ist eine Straße im Frankfurter Stadtteil Nordend auf dem ehemaligen Gelände der Stalburger Oede benannt.
Sein 1504 entstandenes Stifterbild befindet sich zusammen mit dem Bild seiner Frau heute im Frankfurter Städel. Es handelt sich um die ältesten lebensgroßen Stifterbilder der deutschen Malerei. Der unbekannte Meister, auch „Meister der Stalburg-Bildnisse“ genannt, ist dem Umkreis von Hans Holbein d. Ä. zuzuordnen, der um 1500 am Dominikanerkloster wirkte.